# Phytoseius dandongensis
Phytoseius dandongensis är en spindeldjursart som beskrevs av Lu och Yin 1992. Phytoseius dandongensis ingår i släktet Phytoseius och familjen Phytoseiidae. Inga underarter finns listade i Catalogue of Life.